# Ehra Madrigal
Ehra Madrigal Gaspar (25 de junio de 1985), conocida artísticamente como Ehra Madrigal, es una actriz y bailarina filipina.

## Filmografía y televisión

### Televisión y personajes
| Año       | Serie de Televisión                      | Personaje                    | Canales     |
| --------- | ---------------------------------------- | ---------------------------- | ----------- |
| 2015      | Beautiful Strangers                      | Jenny                        | GMA Network |
| 2014      | Rhodora X                                | Aurora Hornales              | GMA Network |
| 2013      | Genesis                                  | Bianca                       | GMA Network |
| 2013      | Magpakailanman: Ang Pakawalang Anghel    | Michelle Perez de adulta     | GMA Network |
| 2013      | Indio                                    | Lihangin                     | GMA Network |
| 2012      | Aso ni San Roque                         | Lena                         | GMA Network |
| 2012      | Tweets For My Sweet                      | Mayumi                       | GMA Network |
| 2012      | My Daddy Dearest                         | Ivy                          | GMA Network |
| 2012      | Hiram na Puso                            | Becky (de joven)             | GMA Network |
| 2012      | Broken Vow                               |                              | GMA Network |
| 2012      | Spooky Valentine Presents: Maestra       |                              | GMA Network |
| 2011      | Ikaw Lang Ang Mamahalin                  | Dra. Katrina                 | GMA Network |
| 2011      | Spooky Nights Presents: Sapi             | Elsa                         | GMA Network |
| 2011      | Futbolilits                              | Maricar Ocampo               | GMA Network |
| 2011      | I Heart You, Pare!                       | Mandy                        | GMA Network |
| 2010      | Party Pilipinas                          |                              | GMA Network |
| 2009      | Sine Novela: Kaya Kong Abutin Ang Langit | Victoria Manalo              | GMA Network |
| 2009      | Mars Ravelo's Darna                      | Armida / Babaeng Lawin       | GMA Network |
| 2009      | Carlo J. Caparas' Totoy Bato             | Trixie Altamirano-Magtanggol | GMA Network |
| 2008      | Codename: Asero                          | Dayze Tagimoro               | GMA Network |
| 2007/2008 | Carlo J. Caparas' Kamandag               | Ditas                        | GMA Network |
| 2007      | Lupin                                    | Brigitte Maisog              | GMA Network |
| 2006      | Majika                                   | Vynah                        | GMA Network |
| 2006/2010 | SOP Rules                                |                              | GMA Network |
| 2005      | Kung Mamahalin Mo Lang Ako               | Vanessa                      | GMA Network |
| 2005      | Encantadia                               | Gigi                         | GMA Network |
| 2004      | Mulawin                                  | Dalaginding                  | GMA Network |
| 2003 2016 | ASAP Mania/ASAP '03                      |                              | ABS-CBN     |